# Биологическая обратная связь

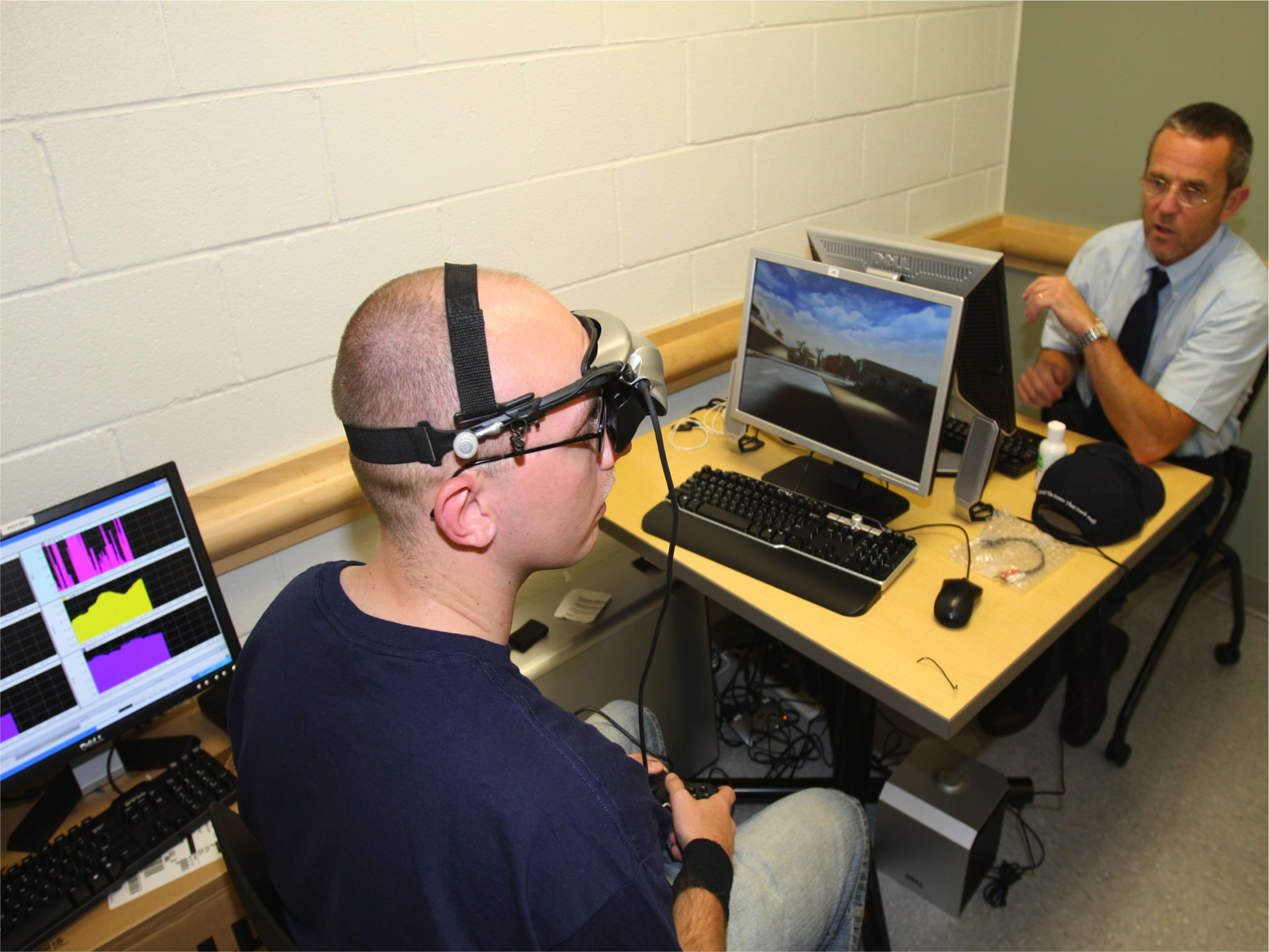
Использование биоуправления в лечении посттравматического синдрома

Биологическая обратная связь (англ. biofeedback) — технология, включающая в себя комплекс исследовательских, немедицинских, физиологических, профилактических и лечебных процедур, в ходе которых человеку посредством внешней цепи обратной связи, организованной преимущественно с помощью микропроцессорной или компьютерной техники, предъявляется информация о состоянии и изменении тех или иных собственных физиологических процессов.
Используются зрительные, слуховые, тактильные и другие сигналы-стимулы, что позволяет развить навыки саморегуляции за счёт тренировки
и повышения лабильности регуляторных механизмов.

## Принцип
БОС-процедура заключается в непрерывном мониторинге в режиме реального времени определённых физиологических показателей и сознательном управлении ими с помощью мультимедийных, игровых и других приёмов в заданной области значений. Другими словами, БОС-интерфейс представляет для человека своего рода «физиологическое зеркало», в котором отражаются его внутренние процессы. Таким образом в течение курса БОС-сеансов возможно усилить или ослабить данный физиологический показатель, а значит, уровень тонической активации той регуляторной системы, чью активность данный показатель отражает.
С помощью БОС можно получать информацию о таких физиологических процессах, как мышечная активность, дыхание, кровоснабжение сосудов, сопротивление кожи, частота сердечных сокращений, мозговая активность.
Например, обучение с помощью БОС-метода произвольно повышать температуру кончиков пальцев приводит к снижению симпатикотонии и купированию спазма периферических сосудов. Научившись с помощью БОС-метода произвольно расслаблять мышцы, пациент, у которого присутствует так или иначе проявляющийся страх, психическое возбуждение, учится преодолевать их, поскольку страх, возбуждение и мышечное напряжение связаны друг с другом.

## Методы реализации

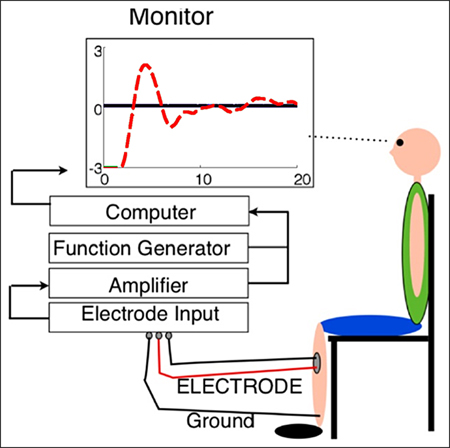
Использование ЭМГ для создания искусственной обратной связи

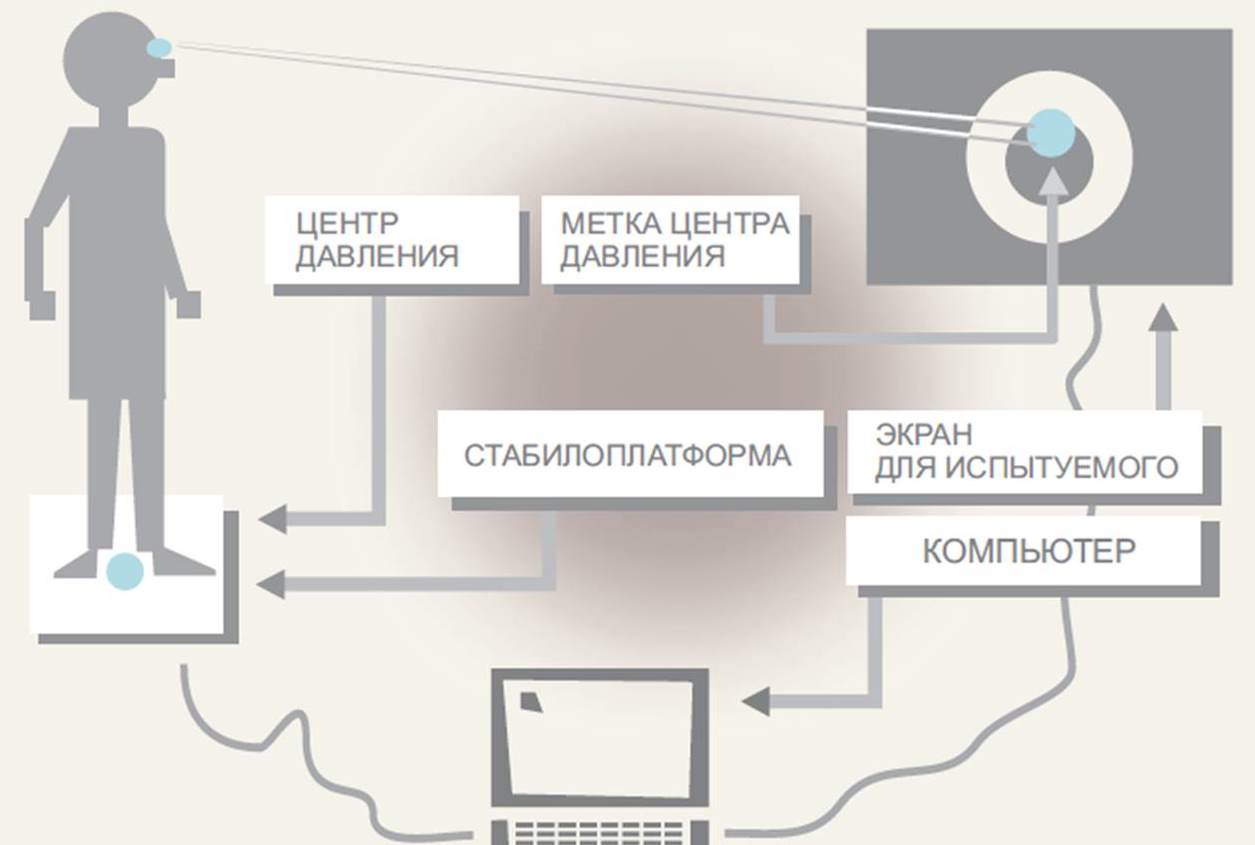
Использование опорной реакции (на стабилоплатформе) для создания искусственной обратной связи

Для организации биоуправления используют различные методы: ЭЭГ, ЭКГ, ...

## Применение
Клиническая — психология, неврология, кардиология, гастроэнтерология, урология, педиатрия, гериатрия, восстановительная медицина, превентивная медицина. Неклиническая — в эффективном стрессменеджменте, позволяющем повысить показатели эффективности в большом спорте, искусстве, а также в любой деятельности, требующей длительных усилий и большой ответственности, для коррекции так называемых пограничных состояний, вызванных неконтролируемым влиянием хронического стресса, в педагогике, где с помощью БОС-технологий решаются вопросы повышения эффективности обучения, развития творческих способностей и др.
БОС может применяться, в частности, при:
- головной боли вазомоторного происхождения, мигрени
- спастической кривошее
- заикании, треморе, тике
- повышенном кровяном давлении
- язве желудка
- хроническом запоре
- импотенции, вагинизме
- нарушениях сна
- эпилептических припадках
- тревожных расстройствах с гипервентиляционным синдромом
- панических атаках

## История и развитие метода
Теоретические основы

Нил Элгар Миллер

Основой для создания метода БОС послужили фундаментальные исследования механизмов регуляции физиологических и развития патологических процессов, а также результаты прикладного изучения рациональных способов активации адаптивных систем мозга здорового и больного человека. В связи с этим нужно упомянуть великих русских физиологов И. М. Сеченова и И. П. Павлова — авторов теории условных рефлексов.
В XX веке идейными продолжателями исследований И. М. Сеченова и И. П. Павлова стали К. М. Быков (теория кортико-висцеральных связей), П. К. Анохин (теория функциональных систем), Н. П. Бехтерева (теория устойчивых патологических состояний). Общую схему обратной связи («плюс-минус взаимодействия») на примере биологических систем до и независимо от Норберта Винера предложил крупнейший советский зоолог М. М. Завадовский.
Создание технологий БОС

Активное изучение метода началось в конце 50-х годов XX века.
Примерно с середины XX века стали разрабатываться и использоваться методы, в которых устанавливалась биологическая обратная связь с организмом на основе изменения различных параметров (пульсовой волны, мышечной силы, артериального давления).
Наибольший вклад в его развитие внесли:
- исследования N. E. Miller, L. V. DiCara (1968) по выработке у животных висцеральных условных рефлексов оперантного типа[4];
- исследования M. B. Sterman (1980) о повышении порогов судорожной готовности после условнорефлекторного усиления сенсомоторного ритма в центральной извилине коры головного мозга как животных, так и человека[5];
- открытие J. Kamiya (1968) способности испытуемых произвольно изменять параметры своей электроэнцефалограммы (ЭЭГ) при наличии обратной связи об их текущих значениях[6].

В 1970-е годы значительное внимание уделялось изучению так называемого альфа-обучения и альфа-состояний, обусловленным усиленным альфа-ритмом в ЭЭГ человека.
В конце 1980-х — начале 1990-х свои эксперименты провели Peniston и Kulkosky по изучению возможности лечения больных алкоголизмом с помощью технологии биологической обратной связи. Они же создали протокол проведения сессии, который стал сейчас классическим: сначала проводится температурный тренинг (претерапия), а затем альфа-тета тренинг по ЭЭГ.
Развитие биоуправления в СССР и России
Сформировались несколько центров развития технологии, где разрабатываются и производятся приборы и методики. Во времена СССР наиболее заметные исследования проводились в Новосибирске и Таганроге.
Основателем направления является М.Б.Штарк. Открыто производство приборов и методик для биоуправления при Научно-исследовательском институте молекулярной биологии и биофизики СО РАМН, существует солидный опыт использования биологической обратной связи в практической области.
Развитие ленинградской и санкт-петербургской школы связывают с именем О.В.Богданова и его сотрудников. В Санкт-Петербурге выпускаются приборы и методики для биоуправления.
Исследования в области биоуправления проводились или проводятся в МГУ им. Ломоносова (например, в подразделении С.А. Исайчева) и других научных организациях. Есть упоминания об интересе знаменитого невролога А.М. Вейна  к биоуправлению. В настоящее время в Москве метод получил широкое распространение: производятся приборы, существует широкий спектр медицинских услуг с использованием биоуправления в частных и государственных клиниках (например, в МНИИП).